# Baulmes
Baulmes ist eine politische Gemeinde im Bezirk Jura-Nord vaudois des Kantons Waadt in der Schweiz.

## Geographie
Baulmes liegt auf 656 m ü. M., 10 km westlich der Bezirkshauptstadt Yverdon-les-Bains (Luftlinie). Das Dorf erstreckt sich auf dem Schwemmkegel der Baumine, eines Bergbaches, der hier aus dem Jura in das Schweizer Mittelland hinaustritt, am Südostfuss der Aiguilles de Baulmes.
Die Fläche des 22,5 km² grossen Gemeindegebiets umfasst einen Abschnitt im Waadtländer Jura. Der südöstliche Teil des Gebietes liegt geographisch noch im Mittelland und beinhaltet ein Plateau am Jurafuss mit dem unter Naturschutz stehenden Moorgebiet Marais de Rances, der östlich davon gelegenen Höhe Pipechat (670 m ü. M.), dem Schwemmkegel der Baumine und der danach parallel zum Jura verlaufenden Talniederung dieses Baches, der in den Arnon mündet. Westlich schliesst sich der dicht bewaldete, teilweise von Felsbändern und Rutschungen (Les Rapilles, Naturschutzgebiet) durchzogene Steilhang des Juras an, der durch das Bergtal der Baumine untergliedert wird. Im Jura reicht das Gemeindegebiet auf die Höhen von Mont de Baulmes (1285 m ü. M.), Aiguilles de Baulmes (mit 1559 m ü. M. höchster Punkt von Baulmes) und in die Nähe des Gipfels des Suchet (bis 1550 m ü. M.). Auf diesen Höhen befinden sich ausgedehnte Jurahochweiden mit den typischen mächtigen Fichten, die entweder einzeln oder in Gruppen stehen. Nach Westen erstreckt sich das Gebiet in den obersten Teil des Einzugsgebietes der Jougnena. Das Waldgebiet La Joux de la Limasse nördlich des Passübergangs Col de l’Aiguillon gehört ebenfalls zu Baulmes. Von der Gemeindefläche entfielen 1997 4 % auf Siedlungen, 55 % auf Wald und Gehölze, 40 % auf Landwirtschaft und etwas mehr als 1 % war unproduktives Land.
Zu Baulmes gehören zahlreiche Einzelhöfe am Jurafuss und auf den Höhenzügen. Nachbargemeinden von Baulmes sind Sainte-Croix, Vuiteboeuf, Champvent, Rances und L'Abergement im Kanton Waadt sowie Jougne und Les Hôpitaux-Vieux im angrenzenden Frankreich.

## Bevölkerung
Mit 1146 Einwohnern (Stand 31. Dezember 2023) gehört Baulmes zu den kleineren Gemeinden des Kantons Waadt. Von den Bewohnern sind 87,4 % französischsprachig, 2,7 % deutschsprachig und 3,6 % sprechen Serbokroatisch (Stand 2000). Die Bevölkerungszahl von Baulmes belief sich 1850 auf 862 Einwohner, 1900 auf 1241 Einwohner. Danach erlitt das Dorf durch starke Abwanderung bis 1970 einen Rückgang um einen Drittel auf 811 Einwohner. Seither wurde wieder eine leichte Bevölkerungszunahme verzeichnet.

## Wirtschaft
Baulmes war lange Zeit ein hauptsächlich durch die Landwirtschaft geprägtes Dorf. Noch heute macht die Landwirtschaft einen bedeutenden Anteil an der Erwerbsstruktur aus. Am Jurafuss wird auf den fruchtbaren Böden vorwiegend Ackerbau betrieben, während in den Hochlagen Viehzucht und Milchwirtschaft vorherrschen. 
Bereits im 14. Jahrhundert stellte die Tuchmacherei ein wichtiger Erwerbszweig der Bevölkerung dar. Die Wasserkraft der Baumine wurde schon früh für den Betrieb von Mühlen, Sägereien, Schmieden und Gerbereien genutzt. An der Jougnena gab es vom 16. bis ins 18. Jahrhundert Hochöfen. Von 1897 bis 1957 war eine Zementfabrik in Betrieb. Heute konzentriert sich die Industrie auf die Holzverarbeitung (Möbelfabrikation, Schreinereien, Zimmerei), daneben gibt es mechanische Werkstätten und eine Kaffeemaschinenfabrik.

## Verkehr
Die Gemeinde liegt abseits der grösseren Durchgangsstrassen an einer Kantonsstrasse von Vuiteboeuf nach Orbe. Am 27. November 1893 wurde die Schmalspurbahn Chemin de fer Yverdon–Ste-Croix mit einem Bahnhof in Baulmes in Betrieb genommen. Ferner besteht mit Orbe eine Busverbindung.

## Geschichte

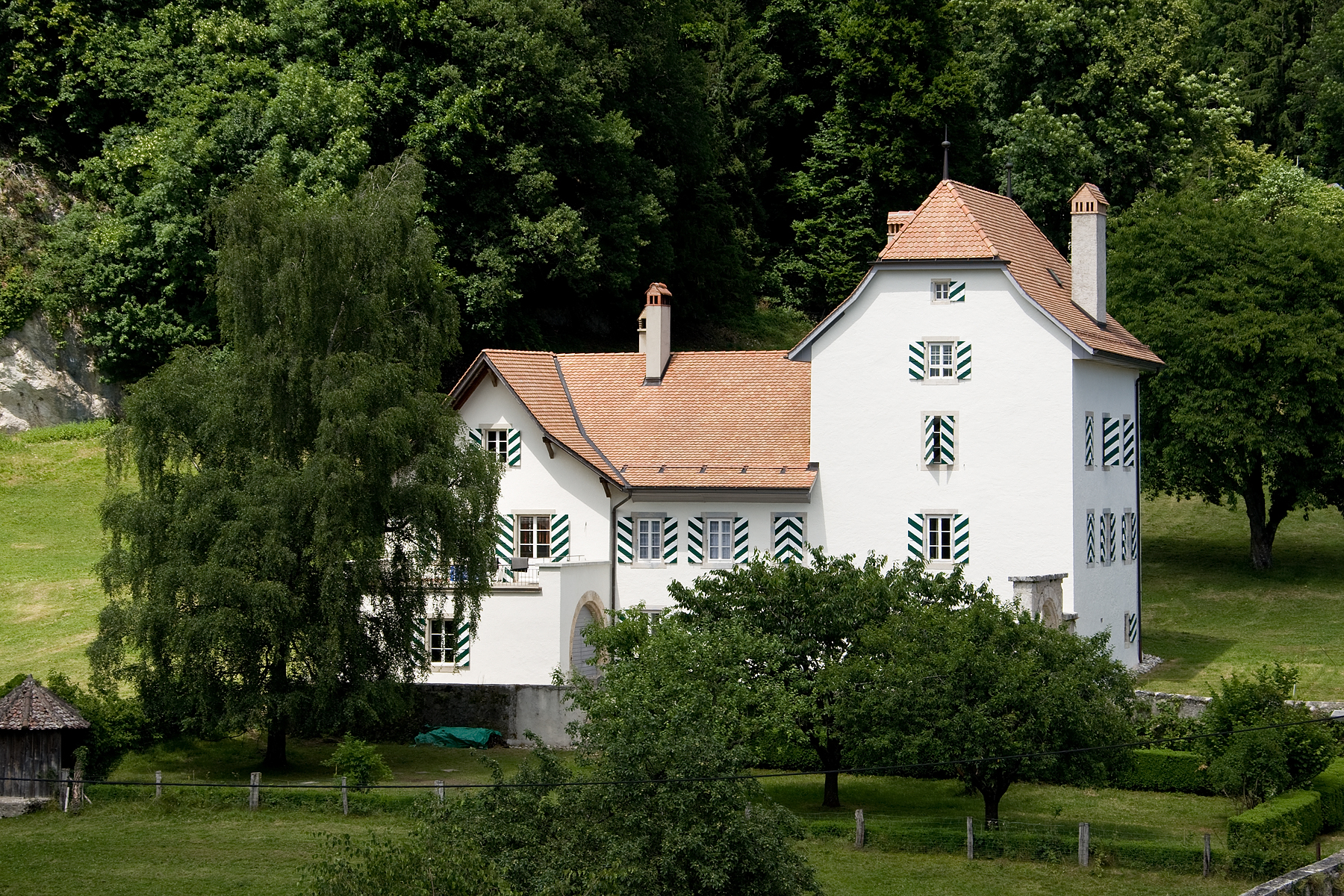
la Cure

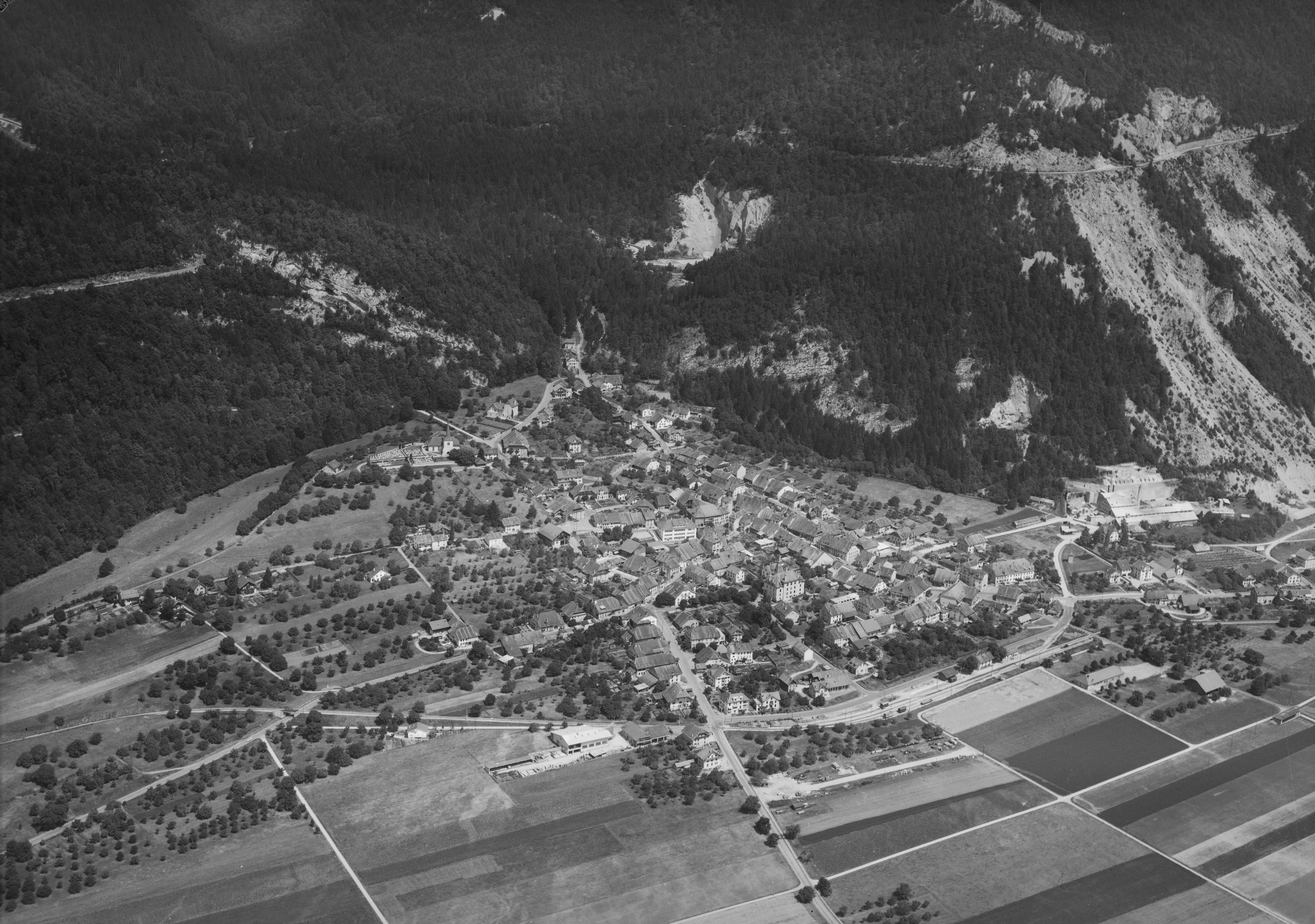
Historisches Luftbild von Werner Friedli von 1964

Das Gemeindegebiet von Baulmes kann auf eine sehr lange Siedlungstradition zurückblicken. Zeugen einer prähistorischen Besiedlung wurden in den Felsen am Jurahang oberhalb des Dorfes gefunden. Auch aus dem Neolithikum und der Bronzezeit wurden Siedlungsspuren entdeckt (Steingeräte, Keramik und Knochen). Weitere Überreste gibt es aus der Epoche der Römerzeit und dem Frühmittelalter.
Die erste urkundliche Erwähnung von Baulmes erfolgte im Jahr 652 unter dem Namen in loco Balmensi. Später erschienen die Bezeichnungen Balmo (962), Balmis (1123) und Balme (1228). Der Ortsname wird auf das spätlateinische balma (Höhle, Grotte, Abri) zurückgeführt.
Die Ortsgeschichte beginnt 652, als Herzog Chramnelenus, ein Freund des heiligen Kolumban, bei Baulmes ein der heiligen Maria geweihtes Kloster gründete, in dem zuerst nach den Regeln des Kolumban, später nach denjenigen der Benediktiner gelebt wurde. Vermutlich im Laufe des 12. Jahrhunderts kam das damals verwahrloste Kloster an das Cluniazenserpriorat Payerne, unter dem das Priorat wiederhergestellt wurde. Zum Klosterbesitz gehörten Güter in Bonvillars, Montcherand und Orbe. Um das Kloster entwickelte sich allmählich das Dorf Baulmes. Im 13. oder 14. Jahrhundert wurde das ganze Dorf durch eine Feuersbrunst zerstört. Während des 15. Jahrhunderts war Baulmes mehrfach Ziel von Raubritterzügen aus dem benachbarten Frankreich. Deswegen wurde am oberen Dorfeingang gegen den Col de l'Aiguillon eine Festung erbaut, in der bei solchen Einfällen alle Bewohner Platz fanden.
Mit der Eroberung der Waadt durch Bern im Jahr 1536 wurde die Reformation eingeführt und das Priorat Baulmes aufgelöst. Baulmes wurde der unter bernischer Herrschaft stehenden Vogtei Yverdon zugeteilt, bei der es bis zum Zusammenbruch des Ancien Régime 1798 blieb. Danach gehörte das Dorf bis 1803 während der Helvetik zum Kanton Léman, der anschliessend mit der Inkraftsetzung der Mediationsverfassung im Kanton Waadt aufging. Zunächst gehörte Baulmes zum Bezirk Grandson, 1809 kam es zum Bezirk Orbe.

## Sehenswürdigkeiten

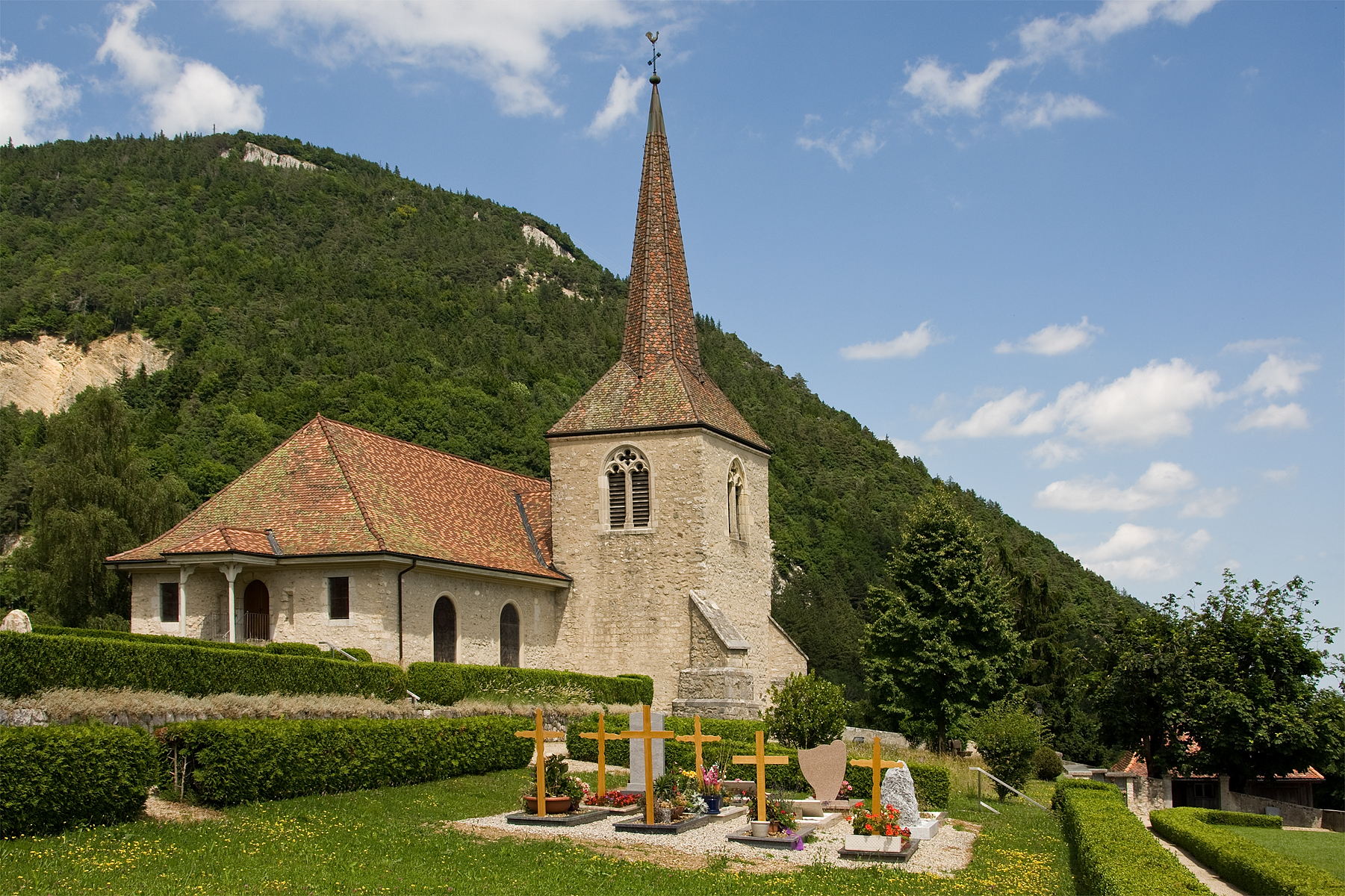
Pfarrkirche

Von der ehemaligen Prioratskirche sind keine Reste vorhanden. Teile der Prioratsgebäude wurden 1618 zum Pfarrhaus umgebaut, das ein befestigtes Portal aus dem 15. Jahrhundert besitzt. Der Bau der heutigen reformierten Kirche Saint-Pierre, die bereits 1228 als Pfarrkirche erwähnt wurde, stammt zum grössten Teil von 1821, 1871 wurde er vergrössert. Vom Vorgängerbau wurden einige romanische Elemente und der Unterbau des Turms integriert, die Kirchenfenster stammen aus der Zeit der Gotik. Im Turmdurchgang steht ein römischer Altar, der Apollon geweiht ist. 
Das im 17. Jahrhundert erbaute Maison de la Dîme beherbergt heute das Lokalmuseum (Musée du Vieux-Baulmes). An der Grand-Rue befindet sich ein Archivturm mit einem kleinen Glockenturm von 1750. Einige Bauernhäuser aus dem 18. und 19. Jahrhundert sind ebenfalls erhalten.

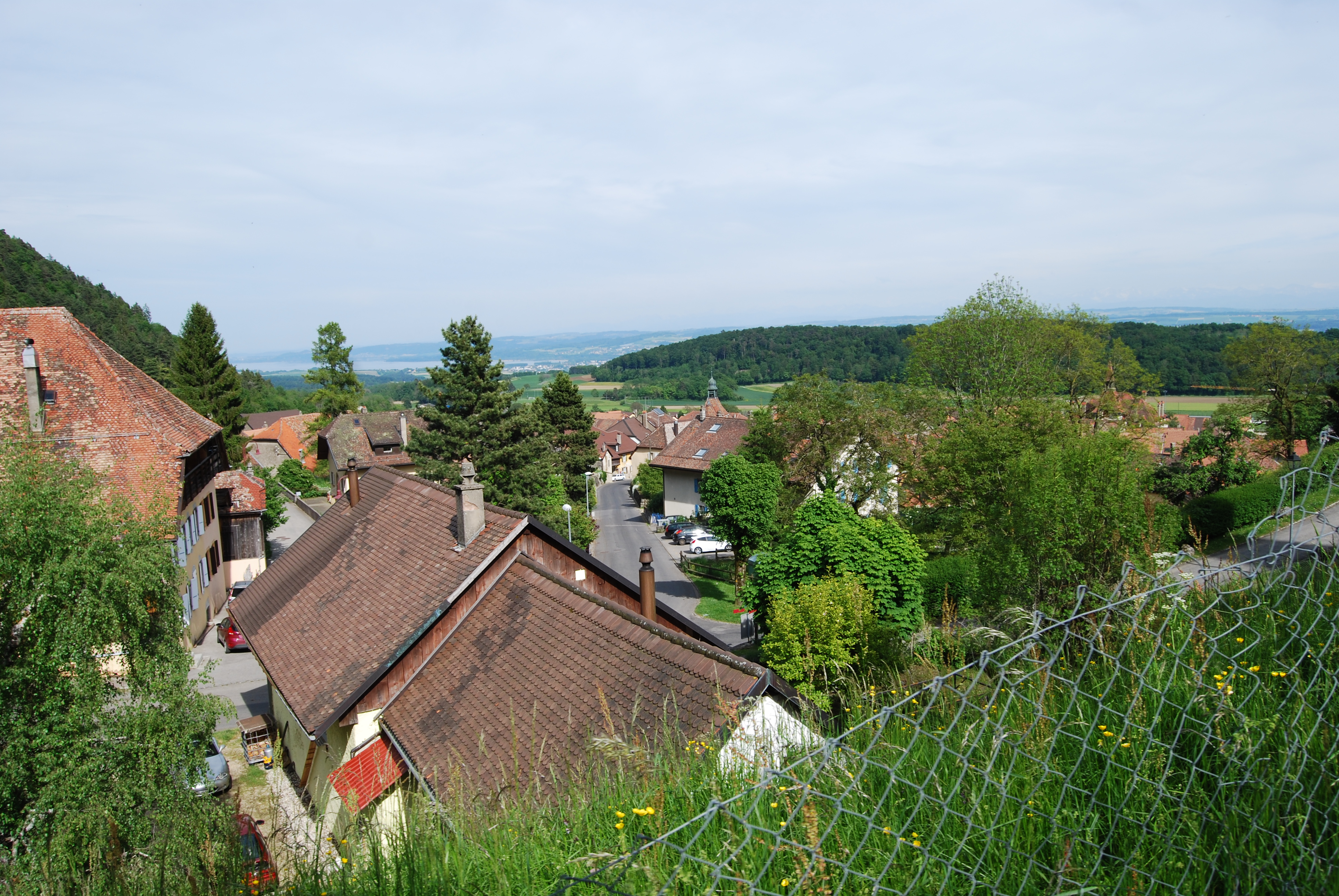
Blick von der Kirche auf das Städtchen
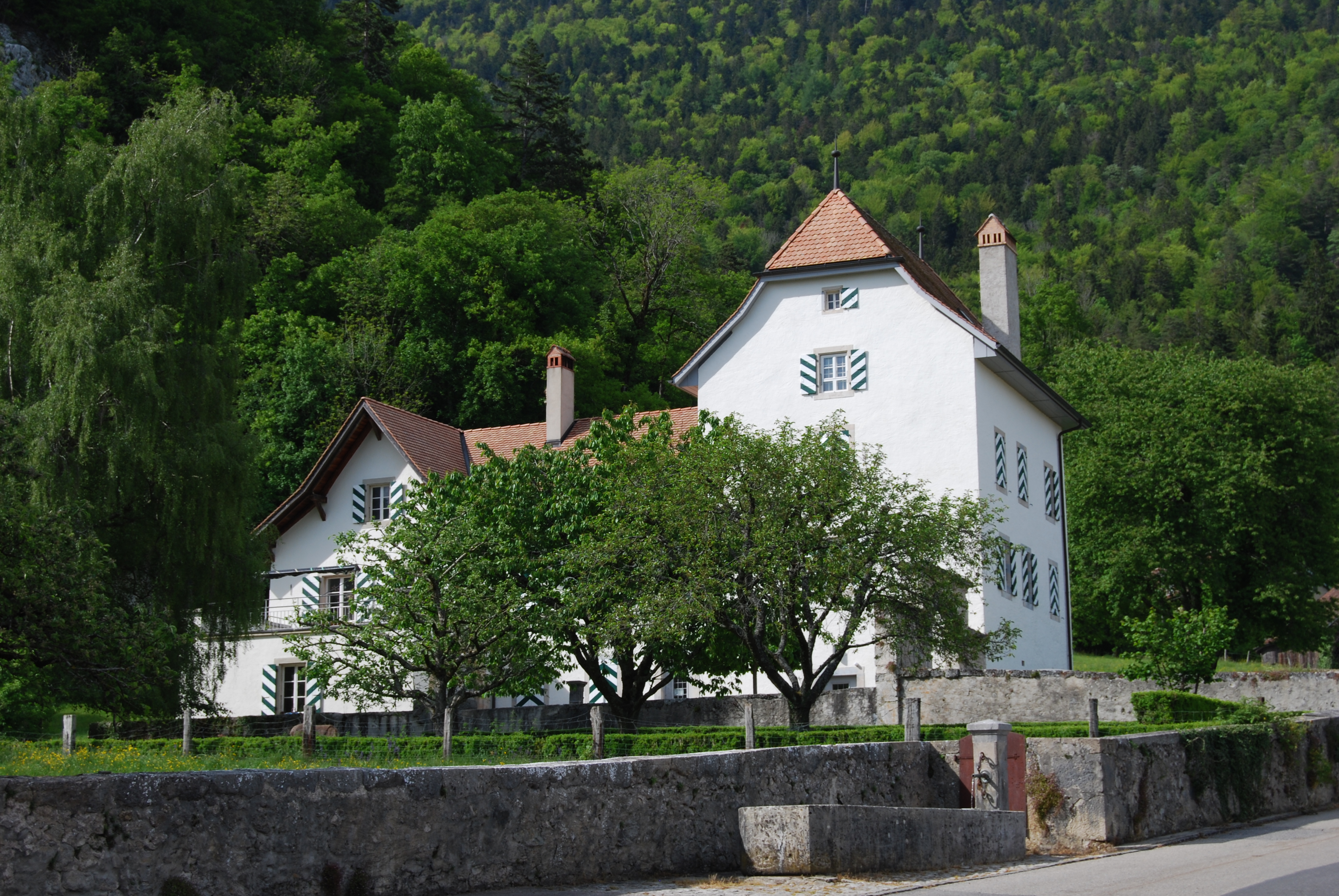
Das ehemalige Priorat
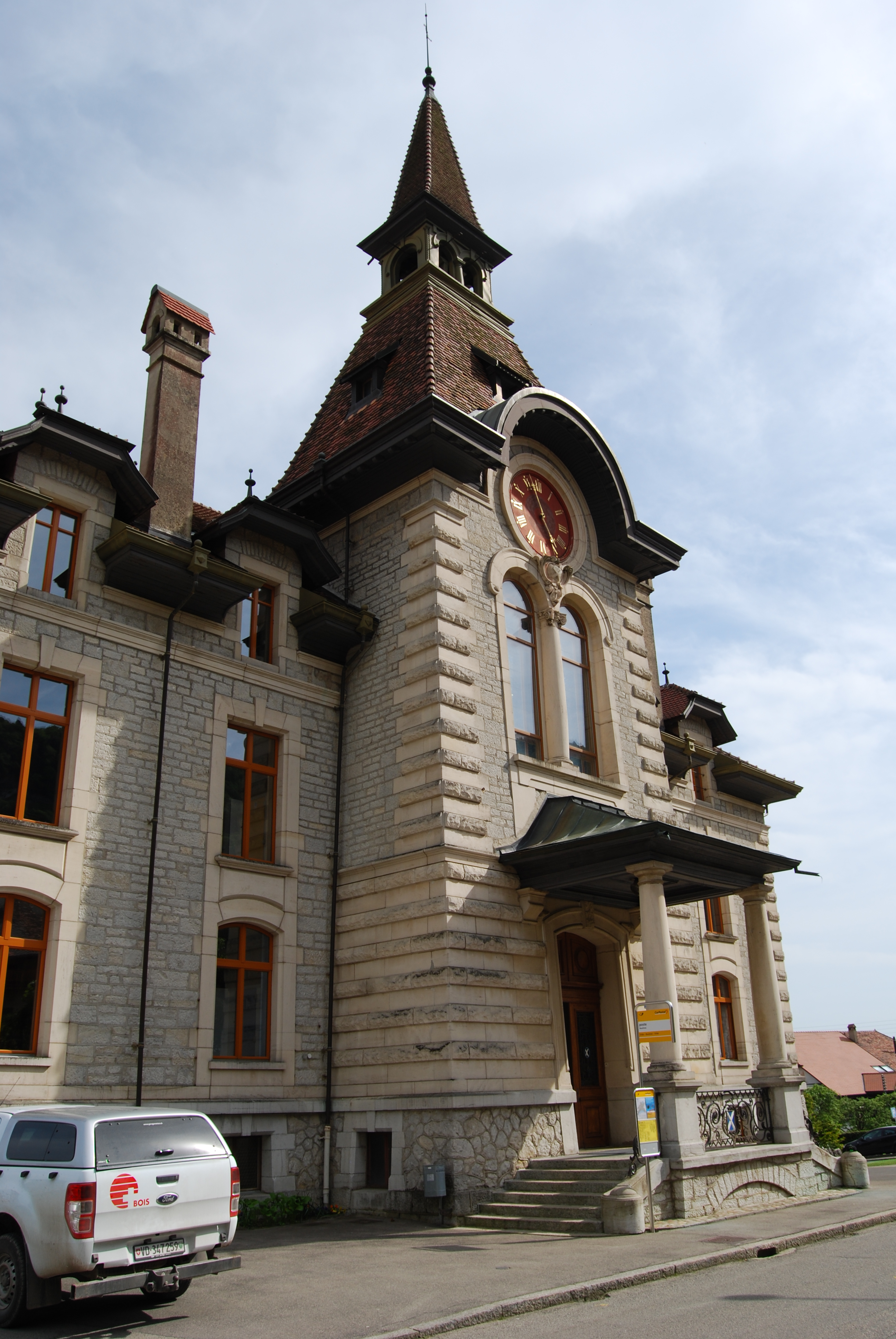
Stadthaus
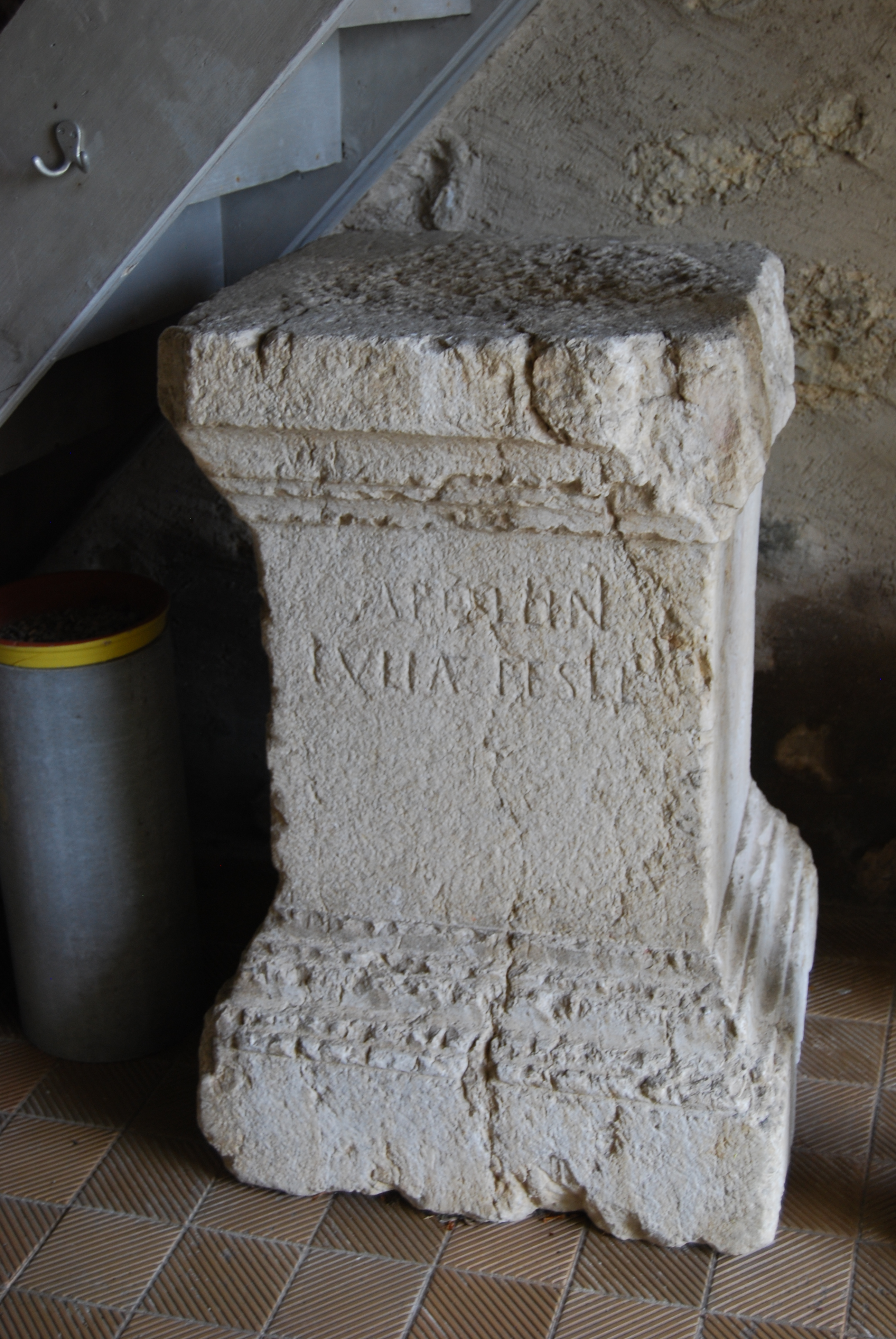
Römischer Altarstein des Apollo in der Kirche
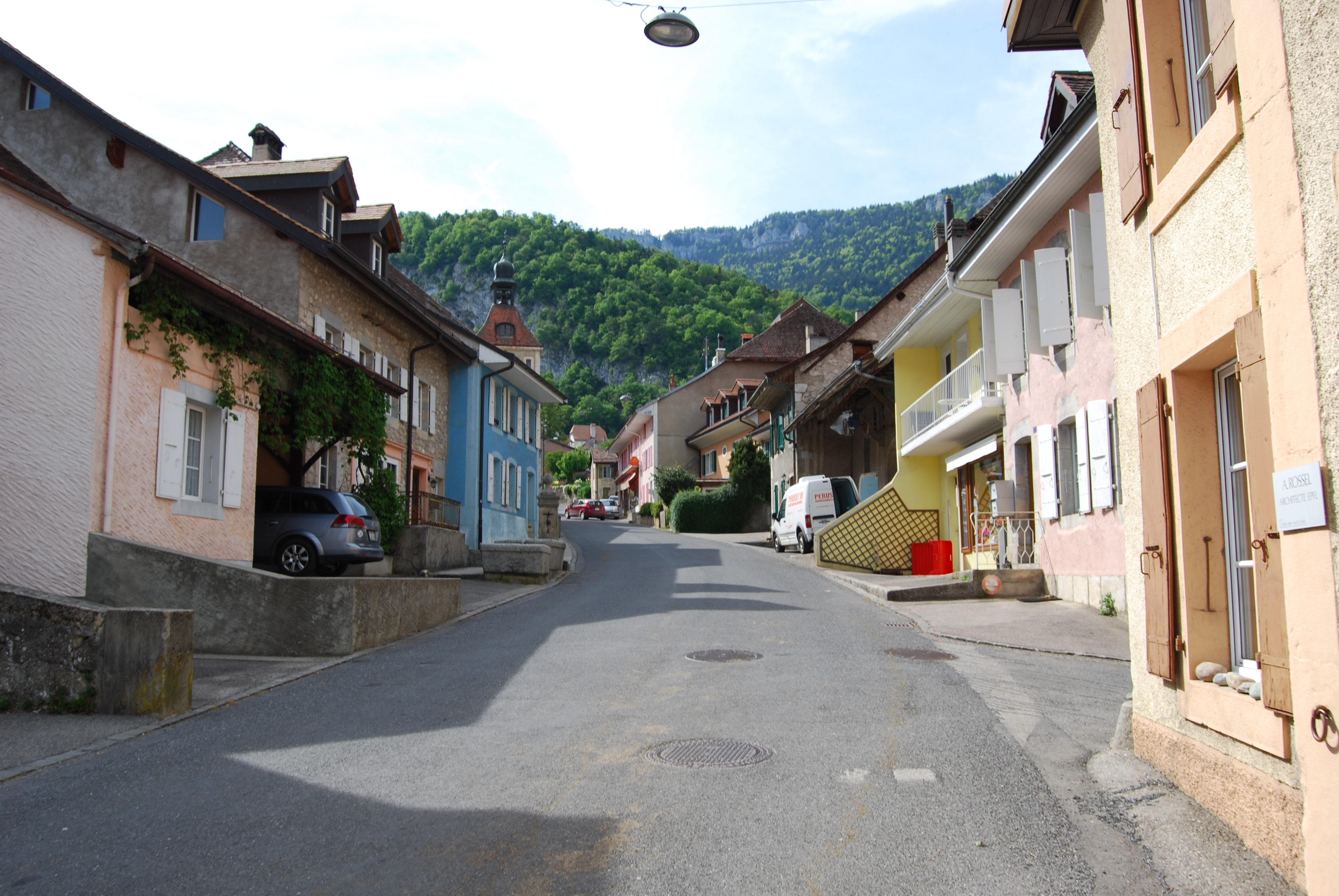
Gasse in der Altstadt
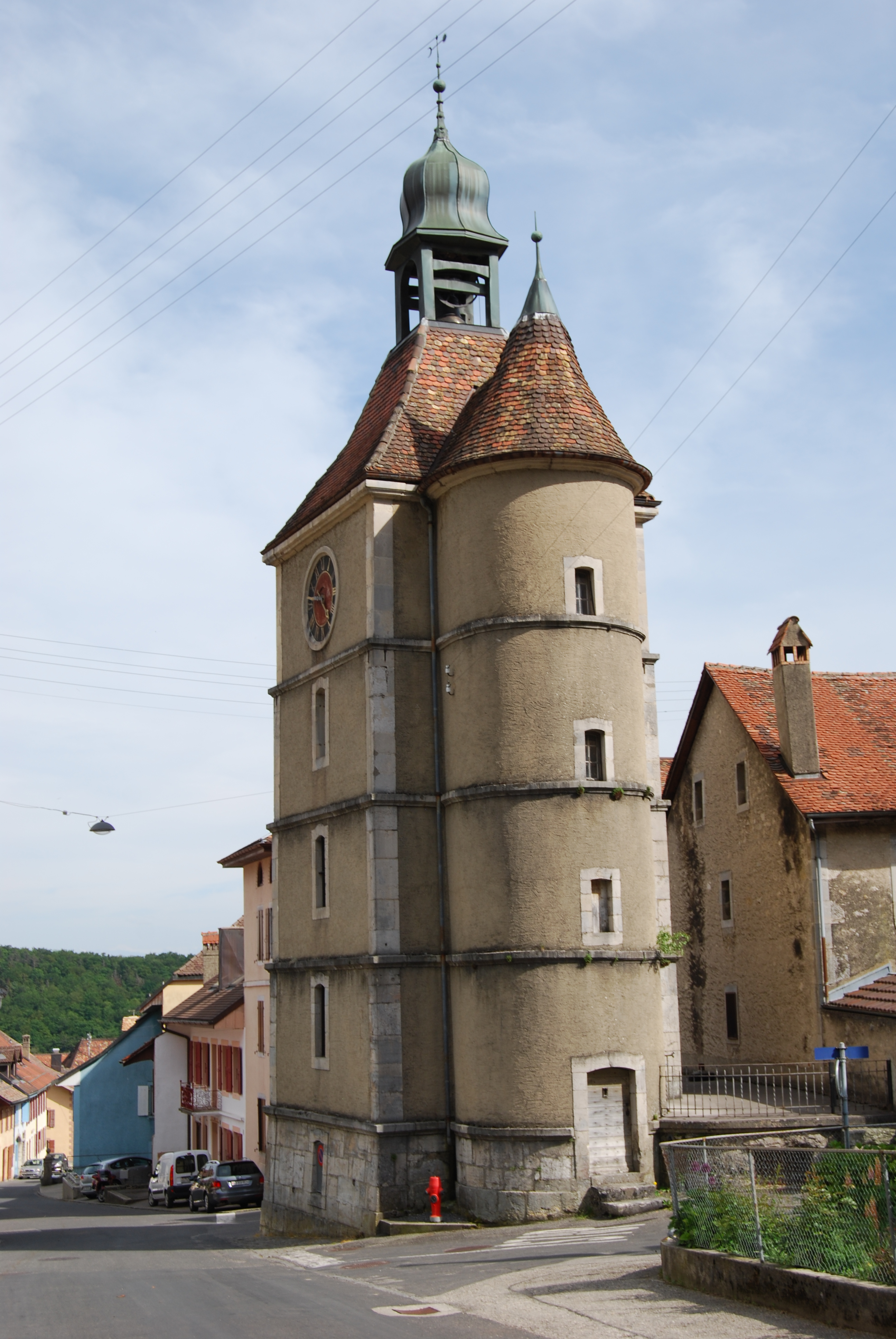
Archivturm Beffroi
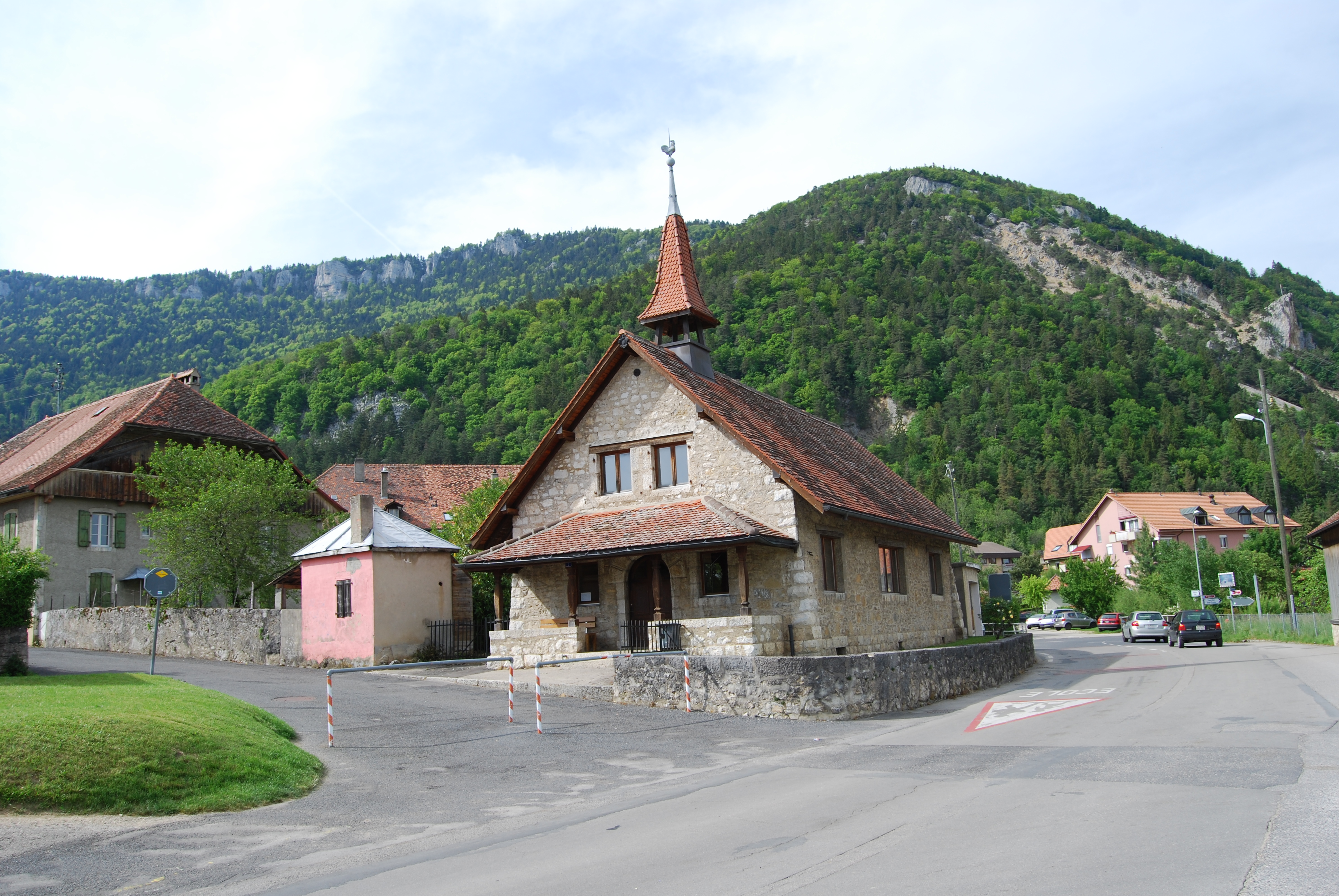
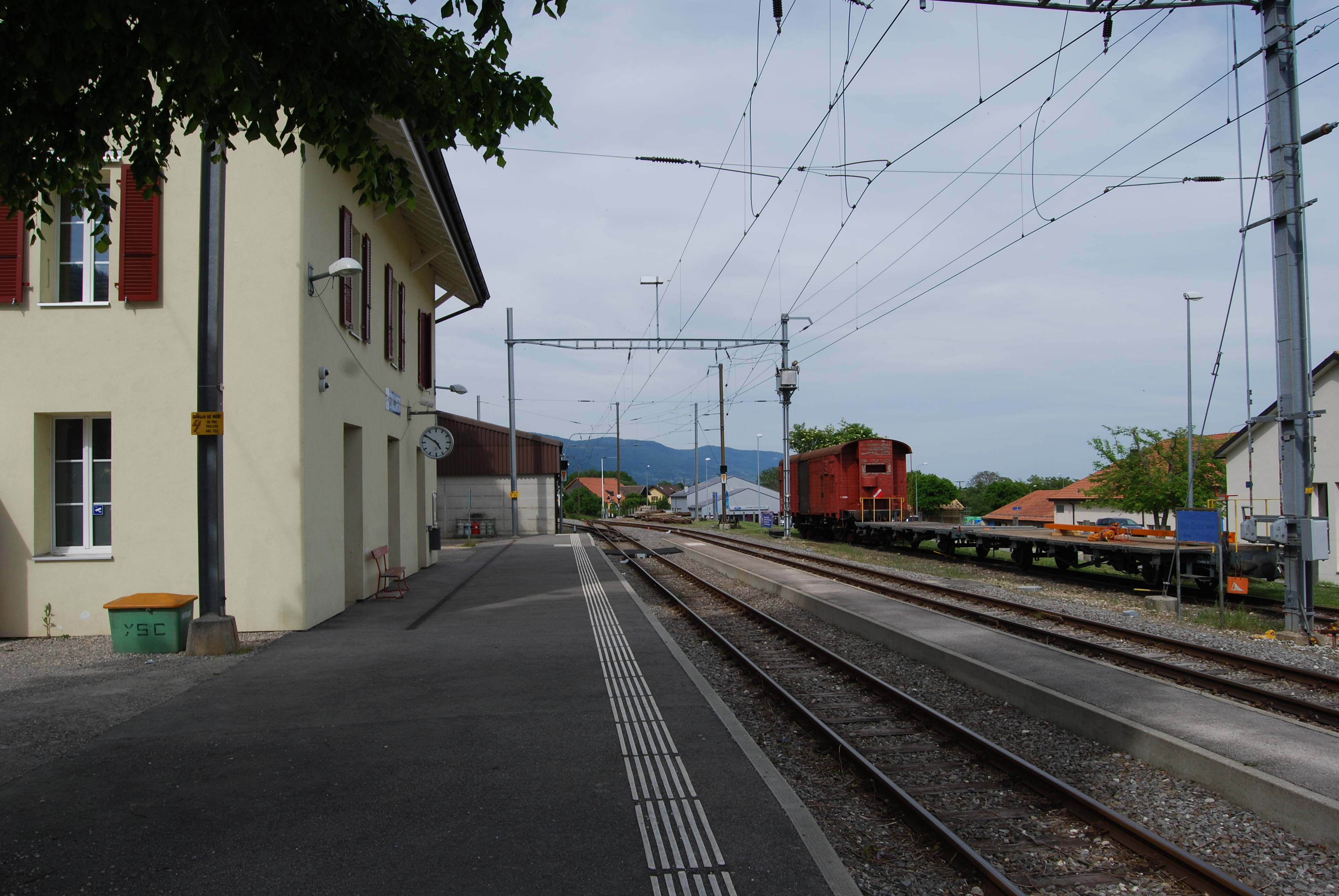
Bahnhof

## Persönlichkeiten
- Maurice Dériaz (1885–1974), Kraftsportler, Strongman und Wrestler

## Sport
Der dorfeigene Fussballklub, der FC Baulmes, ist im Verhältnis zur Einwohnerzahl des Dorfes aussergewöhnlich erfolgreich – mit der Folge, dass an den Partien im Stade Sous-Ville manchmal mehr Zuschauer anwesend sind als das Dorf Einwohner hat.